# Venezillo daitoensis
Venezillo daitoensis är en kräftdjursart som först beskrevs av Nunomura 1990A.  Venezillo daitoensis ingår i släktet Venezillo och familjen Armadillidae. Inga underarter finns listade i Catalogue of Life.